# Episodi di Baby Daddy (prima stagione)
La prima stagione della serie televisiva Baby Daddy è andata in onda negli Stati Uniti d'America dal 20 giugno al 29 agosto 2012 sul canale ABC Family.
In Italia, la stagione è stata trasmessa su Joi, canale pay della piattaforma Mediaset Premium, dal 22 febbraio al 22 marzo 2013; in chiaro è stata trasmessa per la prima volta su Italia 1 dal 5 al 16 settembre 2016.
| nº | Titolo originale                  | Titolo italiano                 | Prima TV USA   | Prima TV Italia  |
| -- | --------------------------------- | ------------------------------- | -------------- | ---------------- |
| 1  | Pilot                             | Papà a sorpresa                 | 20 giugno 2012 | 22 febbraio 2013 |
| 2  | I Told You So                     | Io te l'avevo detto             | 27 giugno 2012 | 22 febbraio 2013 |
| 3  | The Nurse and the Curse           | Superstizioni                   | 11 luglio 2012 | 1º marzo 2013    |
| 4  | Guys, Interrupted                 | Una madre invadente             | 18 luglio 2012 | 1º marzo 2013    |
| 5  | Married to the Job                | Il passeggino                   | 25 luglio 2012 | 8 marzo 2013     |
| 6  | Take Her Out of the Ballgame      | Riley capitano                  | 1º agosto 2012 | 8 marzo 2013     |
| 7  | May the Best Friend Win           | Intervista                      | 8 agosto 2012  | 15 marzo 2013    |
| 8  | The Daddy Whisper                 | La donna che sussurrava ai papà | 15 agosto 2012 | 15 marzo 2013    |
| 9  | A Wheeler Christmas Outing        | Outing                          | 22 agosto 2012 | 22 marzo 2013    |
| 10 | Something Borrowed, Something Ben | Nel letto sbagliato             | 29 agosto 2012 | 22 marzo 2013    |

## Papà a sorpresa
- Titolo originale: Pilot
- Diretto da: Michael Lembeck
- Scritto da: Dan Berendsen

### Trama
Il giorno in cui suo fratello Danny si trasferisce a vivere a casa sua, Ben Wheeler trova fuori dalla porta dell'appartamento una bambina. Dopo aver letto una lettera, lasciata sullo zerbino insieme alla neonata, Ben scopre che la piccola si chiama Emma ed è nata in seguito a una breve relazione con una donna di nome Angela. Poco dopo giunge all'appartamento anche Riley Perrin, amica d'infanzia di Ben e Danny, chiamata da quest'ultimo per avere una consulenza legale sulla questione. Mentre Ben e Tucker, il suo coinquilino nonché migliore amico, sono al supermercato a comprare beni di prima necessità per Emma, Danny scopre che Riley prova dei sentimenti per Ben. All'inizio la cosa non sembra turbarlo, ma poco dopo risulta evidente che anche lui provi qualcosa per Riley. Il giorno seguente, Angela ritorna a casa e lascia dei documenti da firmare a Ben per dare Emma in adozione. Lo stesso giorno Bonnie, la mamma di Ben e Danny, arriva all'appartamento. Quando Ben comunica a sua madre l'intenzione di dare in adozione Emma, la donna si mostra sorprendentemente favorevole: conosce il figlio e non crede che sia pronto per assumersi la responsabilità di crescere un'altra persona. Nonostante questo, Danny, Riley e Tucker continuano a notare la titubanza di Ben nel dare la bimba in adozione. Per questo motivo decidono insieme di ignorare le chiamate d'aiuto dell'amico, rimasto per la prima volta da solo con sua figlia. Il piano funziona: dopo aver passato tutta la notte con Emma, Ben decide di tenerla con lui.

## Io te l'avevo detto
- Titolo originale: I Told You So
- Diretto da: Michael Lembeck
- Scritto da: Dan Berendsen

### Trama
Ben ha deciso di tenere Emma ma sua madre ha ancora qualche perplessità. Messo alle strette da Bonnie, Ben si organizza con Tucker e Danny per non lasciare Emma da sola nel corso della giornata. Tuttavia, riuscire a badare alla bambina cercando di mantenere costanti i consueti ritmi di vita si rivela essere un compito arduo per tutta la gang. Quando la sera Ben chiede agli amici di voler cambiare il suo "turno con Emma" per aver modo di uscire con una ragazza (Chloe), questi decidono di ignorare la richiesta del ragazzo ma, invocando "il codice di fratellanza", Ben riesce a costringere Danny e Tucker a restare con Emma. Nel frattempo Riley aiuta Bonnie nella scrittura di un nuovo testamento che includa anche la nipote ma la situazione degenera quando Riley scopre che Bonnie si sposò a Las Vegas a diciotto anni con un uomo diverso dal padre dei ragazzi. Alla luce di questa rivelazione, le due donne riflettono sugli errori che si commettono e Riley spinge la signora Wheeler a stare vicino al figlio senza trattarlo duramente per la scelta che ha compiuto. Giunta a casa per parlare con Ben, Bonnie crede che i ragazzi abbiano lasciato la bambina da sola; erroneamente, visto che Tucker esce di nascosto poco dopo che lei è entrata. Nel frattempo Ben decide di chiamare i ragazzi per sapere di Emma e scopre che entrambi sono usciti. Terrorizzato, corre a casa dove Bonnie lo aspetta con Emma. Dinnanzi alla paura del figlio, Bonnie gli confida che è orgogliosa di lui e che essere genitore vuol dire provare quello che lui ha appena provato. Allo stesso tempo, Ben ammette di avere difficoltà a gestire tutto e chiede a Bonnie di aiutarlo.

## Superstizioni
- Titolo originale: The Nurse and the Curse
- Diretto da: Michael Lembeck
- Scritto da: Heidi Clements

### Trama
Ben e Tucker portano la piccola Emma alla sua prima visita medica e Ben finisce con il chiedere all'infermiera infantile, Cassie, di uscire con lui. Nel frattempo Danny si prepara per la sua prima partita di hockey con i New York Rangers e si rivela essere molto superstizioso: sotto l'uniforme ha infatti sempre indossato una vecchia maglietta della squadra delle superiori che non è stata mai lavata. Riley diventa gelosa della nuova relazione di Ben con Cassie, ma prova a diventarle amica sotto richiesta dello stesso Ben. Tucker, scambiando la maglietta di Danny con la copertina di Emma, la mette in lavatrice e la distrugge. Bonnie è costretta a confessare il misfatto al figlio ma, con un discorso ispirato, riesce a convincere Danny a giocare ugualmente senza la sua maglietta fortunata. Durante la partita il ragazzo gioca benissimo proprio a causa dell'assenza della maglietta che gli dona molta più libertà di movimento. Nel frattempo, Cassie dice a Riley di aver capito che la ragazza è innamorata di Ben e la insulta indirettamente, dicendole che Ben la vedrà sempre come «La panzona» (il soprannome di Riley al liceo). Fra le due scoppia una rissa che viene ripresa anche dalle telecamere. Riley è mortificata, ma Danny la consola quella sera stessa dimostrandosi visibilmente innamorato di lei. Alla fine della serata Tucker rivela che Emma, durante la partita di Danny, indossava un pezzo della sua vecchia maglia, vanificando così il discorso di Bonnie. Alla fine dei festeggiamenti Ben confessa a Riley di aver lasciato Cassie perché la donna era convinta che fra di loro ci fosse del tenero. Riley nega tutto, ridendo divertita, e insieme a Ben brindano all'amicizia che li lega.

## Una madre invadente
- Titolo originale: Guys, Interrupted
- Diretto da: Michael Lembeck
- Scritto da: Nancy Cohen

### Trama
I ragazzi apprezzano l'aiuto che Bonnie sta dando loro con Emma ma, al tempo stesso, sono sempre più insofferenti per l'eccessiva invadenza della donna nella loro routine quotidiana. Inoltre, la continua presenza di Bonnie nella sua vita, non permette a Ben di stare con Emma anche quando potrebbe. Nel frattempo, Riley passa il suo tempo con un nuovo compagno di studio, Jack, di cui Danny sembra essere molto geloso. Mentre Danny cerca di convincere Riley a non uscire più con Jack, Tucker ascolta la loro conversazione e scopre così che Danny è innamorato della ragazza. Poco dopo, Ben incoraggia Riley a uscire con Jack. La stessa sera Danny e Ben, non appena vedono giungere il furgoncino di Bonnie, fuggono dalla casa per avere un po' di pace e si rifugiano a casa di Riley, sabotando così il suo appuntamento con Jack. Bonnie rimane a casa con Tucker e lo aiuta a lasciare Vanessa (la ragazza che Tucker voleva mollare già da tempo) ma, mentre parlano, Tucker svela accidentalmente a Bonnie l'insofferenza dei figli nell'averla sempre intorno. Riuniti tutti a casa di Ben, Riley li invita a trovare una mediazione attraverso l'utilizzo della "bambina della verità" e, così facendo, Bonnie e Ben hanno modo di chiarire le loro posizioni. Bonnie capisce di aver sbagliato e si scusa con il figlio.

## Il passeggino
- Titolo originale: Married to the Job
- Diretto da: Michael Lembeck
- Scritto da: Lester Lewis

### Trama
Dopo una festa per la neonata organizzata da Bonnie, l'appartamento dei ragazzi è sommerso dai regali per la piccola Emma. Ben, Tucker e Danny decidono di riportare il superfluo al negozio e, restituendo l'eccentrico passeggino che ha comprato Bonnie, ne prendono uno molto più sportivo che riesce ad attrarre le donne. Ben scopre che il bar in cui lavora sta cercando una persona che occupi il posto di manager, ma il suo capo non pensa che il ragazzo sia abbastanza responsabile. Tuttavia, vedendo Riley con Emma e credendo che i due siano sposati, l'uomo riconsidera la candidatura di Ben. Nel frattempo, Danny e Tucker gareggiano fra di loro per vedere chi riesce ad avere più numeri di telefono utilizzando il nuovo passeggino. Ben supplica Riley di fingersi sua moglie ad un pranzo con il suo capo per aver modo di ottenere l'agognata promozione. Dopo qualche titubanza, la ragazza accetta. Al pranzo di lavoro è presente anche la figlia del capo, che si rivela essere la stessa ragazza che qualche giorno prima Ben aveva rimorchiato grazie al passeggino. Ben prova a parlare di nascosto con la ragazza per salvare il salvabile ma Zoe lo bacia e Riley, infuriata, lascia il pranzo. Quando la ragazza ritorna a casa, trova Danny ad aspettarla – che nel frattempo ha parlato con Tucker del desiderio di stare solo con Riley – intenzionato a confessarle i suoi sentimenti. I due vengono interrotti da Ben che si scusa con Riley e la implora di dargli una seconda occasione. La ragazza accetta ma durante la serata con il capo, i due si ritrovano in una situazione spinosa. Improvvisamente Danny confessa i suoi sentimenti a Riley ma la ragazza crede che sia un modo per tirarla fuori dai pasticci con Ben e il suo capo. Alla fine Danny glielo lascia credere, scoraggiato dalla reazione dell'amata. Nonostante alla fine Ben abbia avuto il lavoro, decide di rifiutarlo perché questo comporterebbe uno spostamento continuo: e la sua precedenza va al tempo che può trascorrere con Emma.

## Riley capitano
- Titolo originale: Take Her Out of the Ballgame
- Diretto da: Arlene Sanford
- Scritto da: Mark Amato

### Trama
Emma non riesce a smettere di sputare il cibo sul volto di chiunque provi a nutrirla. Ben, capitano di una squadra di softball chiamata Brawlers (di cui fa parte anche Tucker), chiede a Riley di unirsi a loro, ricordando il passato sportivo della ragazza, ma quest'ultima declina il gentile invito dell'amico. Nel frattempo, Danny scopre che Bonnie sta uscendo con il suo coach Hank e questo lo sconvolge. Per riuscire a far mangiare Emma, Ben chiede a Riley di sostituirlo per una partita. Tuttavia, arrivato al campo, Ben scopre che la sua squadra è riuscita a vincere per la prima volta grazie alla stessa Riley che è stata eletta capitano ad una unanimità. Danny continua a essere turbato a causa della relazione di sua madre con Hank e, non appena ne ha modo, racconta una bugia alla madre per impedirle di pranzare con Hank. Danny e Ben si incontrano al bar: il primo si nasconde dalla madre e da Hank, mentre il secondo evita Riley e Tucker a causa della sostituzione come capitano. I due parlano e capiscono che, entrambi, si stanno comportando da egoisti. Rientrato a casa, Danny trova sua madre e Hank seminudi e caccia via l'uomo dall'appartamento. Bonnie rivela al figlio che in realtà i due si stavano semplicemente lavando dopo aver dato la merenda a Emma. Nello stesso momento, Ben raggiunge il campo e scopre che Riley ha perso completamente il controllo durante la partita: maltratta tutti i componenti della squadra, ossessionata dalla vittoria (non a caso, al liceo la ragazza era chiamata Rizilla). Attraverso messaggini in comune della squadra, Riley viene a sapere dell'intenzione di Ben di cacciarla dalla squadra. Danny chiede scusa al suo coach che però dice di non essere più interessato a Bonnie: questo scatena il ragazzo che difende la madre a spada tratta. Bonnie, da dietro la porta degli spogliatoi sente tutto. Alla fine dell'episodio, Riley e Ben fanno la pace e decidono di essere co-capitani della squadra mentre Danny vaga per la città cercando l'anima gemella di Bonnie (mettendola anche in discreto imbarazzo).

## Intervista
- Titolo originale: May the Best Friend Win
- Diretto da: Michael Lembeck
- Scritto da: Kirill Baru e Eric Zimmerman

### Trama
Ben e Tucker escono per una serata ed entrambi si ritrovano ad avere un appuntamento con la stessa ragazza, Ava. Per evitare situazioni spiacevoli, i due decidono di comune accordo di non contattare la ragazza: sarà lei a chiamare il ragazzo che vorrà rivedere. Il giorno successivo, Ben scopre che la madre sta usando un sito di incontri per cercare qualcuno con cui uscire mentre Danny è in crisi per una imminente intervista per i New York Rangers. Riley si propone di aiutarlo ad affrontare le sue paure davanti alle telecamere e il ragazzo accetta. Poco dopo, Bonnie nota che il figlio maggiore sembra essere interessato a Riley. Ben trova un escamotage per richiamare Ava senza rompere il patto fatto con Tucker e i due escono insieme la sera stessa. Durante il loro appuntamento, Ben risponde al telefono di Ava mentre la ragazza è in bagno: Tucker la stava chiamando. All'appartamento, i due amici discutono nuovamente su chi dei due debba uscire con la ragazza. Durante la preparazione all'intervista, Danny per poco non bacia Riley sulle labbra e, poco dopo, il bacio mancato spinge Danny a confessare i suoi sentimenti per Riley alla madre. La guerra fra Ben e Tucker per conquistare Ava procede senza esclusione di colpi, fino a quando i ragazzi si ritrovano a un appuntamento a tre con la ragazza e si sfidano in una gara di ballo. Quando Ava capisce che i due si conoscono, spinta da entrambi, la ragazza sceglie di continuare a frequentare Tucker. Il giorno dell'intervista di Danny, Riley e Ben lo vanno a trovare negli spogliatoi e, furioso per l'assenza di Tucker, Danny sprona il fratello a fare la pace con l'amico attraverso un discorso di incoraggiamento che viene ripreso dalle telecamere. Preso dall'entusiasmo, Danny bacia appassionatamente Riley. L'episodio si conclude con il chiarimento del litigio fra Tucker e Ben e la registrazione di un video di Bonnie da postare sul sito d'incontri.

## La donna che sussurrava ai papà
- Titolo originale: The Daddy Whisper
- Diretto da: Michael Lembeck
- Scritto da: Heidi Clements

### Trama
Ben si iscrive insieme ad Emma ad un corso madri e figlie, capitanato da Izzy (chiamata anche «La donna che sussurrava ai paparini»). Tucker e Danny programmano di vedere un importante match di pugilato nell'appartemento di Ben, luogo in cui lo stesso ed Izzy si sono dati appuntamenento. Come aspettato, i ragazzi non sono felici della notizia e trasferiscono il televisore nella lavanderia dell'edificio. Nel frattempo, Riley ottiene un lavoro come tirocinante in uno studio legale e viene portata a fare shopping da Bonnie; tuttavia, vengono accusate di furto e dunque trattenute in centrale di polizia. Essendo troppo preso dall'incontro, Ben non riesce a gestire l'appuntamento con Izzy e si reca nel "covo segreto"; la porta però si blocca e Ben si ritrova intrappolato. Riuscite ad evadare, Bonnie e Riley trovano Izzy sola a casa di Ben e le fanno ammettere che crescere un bambino è particolarmente straziante. Bonnie ed Izzy giungono dunque in lavanderia e Ben viene invitato dalla ragazza ad un nuovo appuntamento e, insieme, si gustano il match mentre Danny è rimasto bloccato nel condotto di ventilazione.

## Outing
- Titolo originale: A Wheeler Christmas Outing
- Diretto da: Michael Lembeck
- Scritto da: Lester Lewis

### Trama
È il giorno più caldo dell'anno e Bonnie e Ben annunciano di voler scattare l'annuale foto natalizia di famiglia. Il ragazzo poi sorprende la madre annunciandole l'imminente arrivo del padre, Ray, al fine di partecipare alla foto. Tucker e Riley, anch'essi inclusi nel progetto, vengono mandati al deposito a prendere i vecchi costumi. Durante il ritorno, i due ritrovano il diario che Danny scriveva al liceo e vengono a scoprire che il ragazzo in quel periodo era innamorato di una ragazza, che lui chiamava «ragazza X»; Tucker comprende che si tratta di Riley, ma vuole che la ragazza lo comprenda autonomamente. Non appena giunge Ray in città, lui e Bonnie, dopo un breve litigio, si riappacificano. Successivamente, Ben viene a scoprire dal padre che in realtà lui è omosessuale, che convive con un uomo di nome Steve e che vuole annunciarlo a Bonnie e al resto della famiglia, nonostante le opposizioni del figlio che vuole prima scattare la foto di famiglia con tutti i suoi componenti felici. Durante l'evento, per evitare che Riley riveli a Danny chi sia la ragazza di cui lui era invaghito, avendo interpretato male la precedente conversazione ipotetica con suo padre e Ben, crede che sia proprio suo fratello la persona che vuole fare coming out così lo rivela alla famiglia. Ray a questo punto deve intervenire e annuncia la notizia alla famiglia. Sorprendentemente, Bonnie ne resta molto contenta perché comprende che non è stata per colpa sua la causa del loro divorzio; Riley, invece, non ha ancora capito di essere al centro degli interessi di Danny e quest'ultimo con fierezza lo annota nel suo diario.

## Nel letto sbagliato
- Titolo originale: Something Borrowed, Something Ben
- Diretto da: Michael Lembeck
- Scritto da: Dan Berendsen e Nancy Cohen

### Trama
Riley viene scelta come damigella d'onore al matrimonio della sua amica Katie con Dave, suo fidanzato sin dall'infanzia, e fa sì che tutti i membri della famiglia siano coinvolti nell'organizzazione delle nozze. Ben convince Riley ad invitare Gene, un suo ex compagno di scuola, nonché solito a progettare burle a Bonnie, Riley e Danny, i quali non lo sopportano. Bonnie ha il compito di creare il video tributo, mentre Tucker e Danny devono occuparsi della torta ma accidentalmente la fanno cadere a terra rovinandola; i due tentano di ricomporla, ma senza successo. Dopo aver festeggiato la sera prima delle nozze, Ben e Katie, ubriachi, si ritrovano sorprendentemente a letto insieme. Dopo essere stati beccati da Bonnie, Katie giunge da Riley per dirle ciò che è successo e le annuncia di voler annullare il matrimonio. Per ovviare al problema, Ben si reca da Katie la quale, colta da una crisi isterica, lo incolpa di tutto. Intanto, all'appartamento, Bonnie rivela a Tucker e Danny che il matrimonio potrebbe saltare e Gene ne svela il motivo. Così, tutti si ricongiungono con Ben e Riley, i quali nel frattempo hanno convinto Katie, e vengono a scoprire che è stato proprio Gene a metterli a letto insieme e che quindi i due non hanno fatto l'amore. Riley, per vendicarsi, lo spinge dentro la torta e la festa può dunque proseguire. Durante la festa, Ben e Riley ballano e, molto divertiti, sembrano iniziare a sviluppare dei sentimenti l'un l'altro. Danny, che nel frattempo li vede, si sente profondamente triste essendo innamorato della ragazza.